# Images du vieux monde
Pour plus de détails, voir Fiche technique et Distribution.
Images du vieux monde (Obrazy starého sveta) est un film tchécoslovaque réalisé par Dušan Hanák, sorti en 1972.

## Synopsis
Ce documentaire montre des personnes âgées vivant à l'écart de la société.

## Fiche technique
- Titre original : Obrazy starého sveta
- Titre français : Images du vieux monde
- Réalisation et scénario : Dušan Hanák
- Pays d'origine : Tchécoslovaquie
- Format : Noir et blanc - 35 mm - Mono
- Genre : documentaire
- Durée : 70 minutes
- Date de sortie :
  - Tchécoslovaquie : 10 juillet 1972